# Liste der Biografien/Jei
Liste der Biografien |
Portal Biografien |
Personensuche
# |
A |
B |
C |
D |
E |
F |
G |
H |
I |
J |
K |
L |
M |
N |
O |
P |
Q |
R |
S |
T |
U |
V |
W |
X |
Y |
Z |
?
 
Ja |
Jb |
Jd |
Je |
Jh |
Ji |
Jj |
Jl |
Jn |
Jm |
Jo |
Jp |
Jr |
Js |
Jt |
Ju |
Jv |
Jw |
Jy
 
Jea |
Jeb |
Jec |
Jed |
Jee |
Jef |
Jeg |
Jeh |
Jei |
Jej |
Jek |
Jel |
Jem |
Jen |
Jeo |
Jep |
Jeq |
Jer |
Jes |
Jet |
Jeu |
Jev |
Jew |
Jex |
Jey |
Jez
Die Liste der Biografien führt alle Personen auf, die in der deutschsprachigen Wikipedia einen Artikel haben. Dieses ist eine Teilliste mit 29 Einträgen von Personen, deren Namen mit den Buchstaben „Jei“ beginnt.

## Jei

### Jeib
- Jeibmann, Maria (1927–1993), deutsche Leichtathletin
- Jeibog, Daniil Olegowitsch (* 1997), russischer Shorttracker

### Jeie
- Jeier, Thomas (* 1947), deutscher Schriftsteller und Hörfunkmoderator

### Jeil
- Jeilan, Ibrahim (* 1989), äthiopischer Leichtathlet
- Jeiler, Ignatius (1823–1904), deutscher Franziskaner

### Jein
- Jein, Gregory (1945–2022), US-amerikanischer Spezialeffektekünstler und Modellbauer beim Science-Fiction-Film und -Fernsehen
- Jeinsen, Elke (* 1966), deutsches Model und Schauspielerin
- Jeinsen, Ulrich von (* 1952), deutscher Rechtsanwalt und Notar, mexikanischer Honorarkonsul, Lehrbeauftragter und Honorarprofessor

### Jeir
- Jeiranaschwili, Giorgi (* 1991), georgischer Eishockeyspieler

### Jeis
- Jeismann, Ilona (1945–2020), deutsche Hörfunk-Autorin
- Jeismann, Karl-Ernst (1925–2012), deutscher Historiker und Geschichtsdidaktiker
- Jeismann, Michael (* 1958), deutscher Historiker und Journalist
- Jeissing, Ivana (* 1958), österreichische Schriftstellerin

### Jeit
- Jeiter, Karl-Heinz (* 1953), deutscher Künstler (Zeichner, Tiefdruck, Radierung)
- Jeitler, Georg H. (* 1979), österreichischer Unternehmer, Wirtschaftsforensiker und Sachverständiger
- Jeitler-Cincelli, Carmen (* 1980), österreichische Unternehmerin und Politikerin (ÖVP), Abgeordnete zum Nationalrat, stv. Generalsekretärin des Österreichischen WirtschaftsbundesCarmen Jeitler-Cincelli (* 1980)

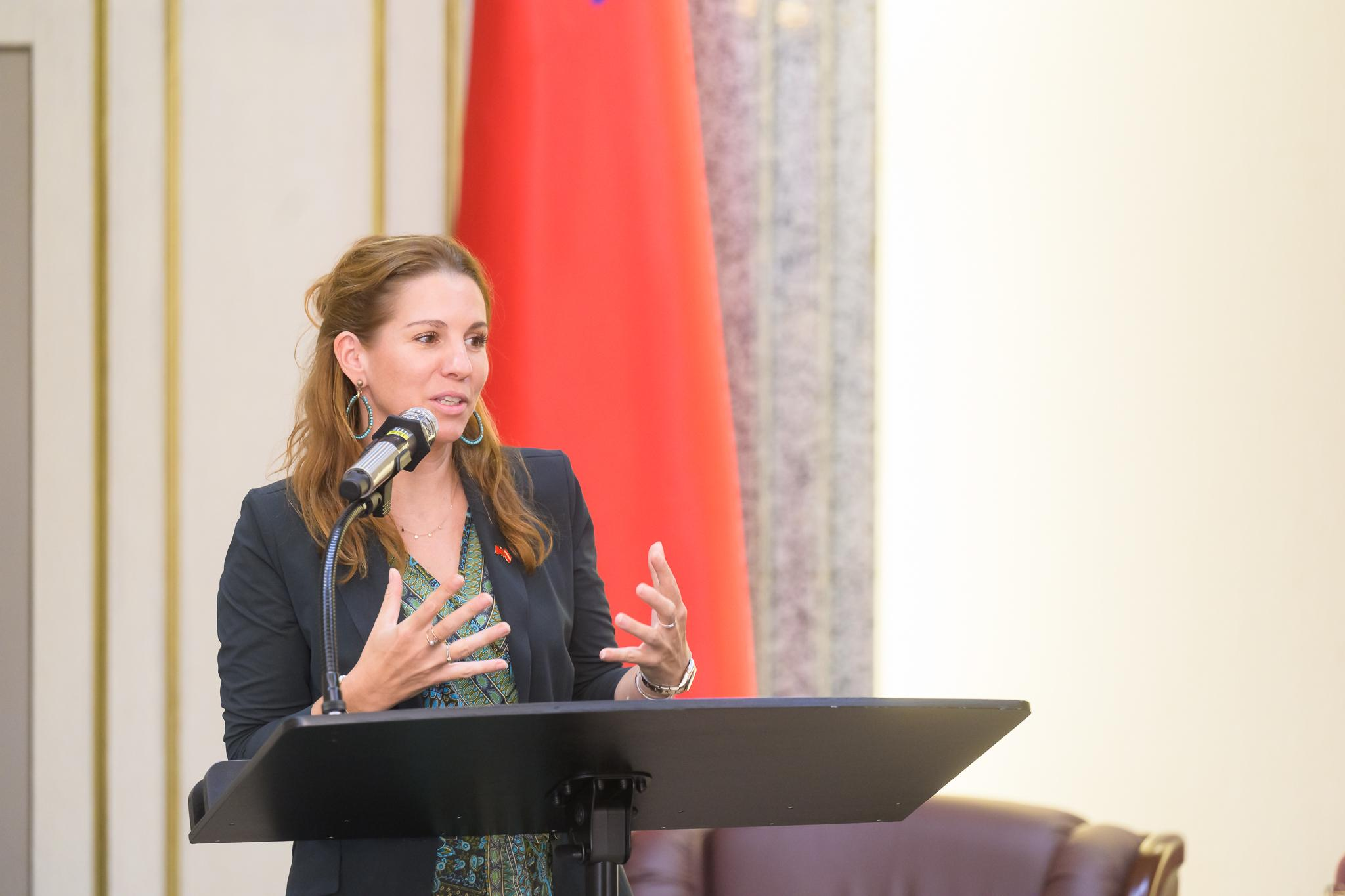
Carmen Jeitler-Cincelli (* 1980)

- Jeitner, Christa (* 1935), deutsche Textilkünstlerin
- Jeitschko, Wolfgang (1936–2020), deutscher Chemiker
- Jeitteles, Alois (1794–1858), österreichischer Mediziner, Journalist und Schriftsteller
- Jeitteles, Andreas (1799–1878), österreichischer Mediziner, Schriftsteller und Politiker
- Jeitteles, Baruch (1762–1813), Rabbiner, Talmudist und Schriftsteller
- Jeitteles, Ignaz (1783–1843), österreichischer Schriftsteller
- Jeitteles, Isaak (1814–1857), österreichischer Journalist und Schriftsteller
- Jeitteles, Jonas (1735–1806), jüdischer Arzt
- Jeitteles, Juda (1773–1838), jüdischer Orientalist
- Jeitteles, Ludwig Heinrich (1830–1883), österreichischer Pädagoge, Zoologe, Prähistoriker und Seismologe
- Jeitter, Johann Melchior (1757–1842), deutscher Forstwissenschaftler
- Jeitz, Gérard (* 1961), luxemburgischer Fußballspieler und -trainer
- Jeitziner, Ursula (* 1972), Schweizer Langstreckenläuferin